# Candida palmioleophila
Candida palmioleophila är en svampart som beskrevs av Nakase & Itoh 1988. Candida palmioleophila ingår i släktet Candida, ordningen Saccharomycetales, klassen Saccharomycetes, divisionen sporsäcksvampar och riket svampar.   Inga underarter finns listade i Catalogue of Life.